# Heteropogon pilosus
Heteropogon pilosus là một loài ruồi trong họ Asilidae. Heteropogon pilosus được Lehr miêu tả năm 1970.